# Dutch Juniors 1993
Das Dutch Juniors 1993 fand vom 12. bis zum 14. März 1993 als bedeutendstes internationales Nachwuchsturnier der Niederlande im Badminton in Duinwijck, Haarlem, statt.

## Finalergebnisse
| Disziplin    | Sieger                         | Finalist                         | Ergebnis           |
| ------------ | ------------------------------ | -------------------------------- | ------------------ |
| Herreneinzel | Michael Tedjakusuma            | Budi Santoso                     | 17–14, 15–9        |
| Dameneinzel  | Mia Audina                     | Ita Ardwiantini                  | 5–11, 11–4, 11–6   |
| Herrendoppel | Janek Roos Jim Laugesen        | Sigit Budiarto Santoso Sugiharjo | 7–15, 15–2, 15–3   |
| Damendoppel  | Emma Ermawati Indarti Issolina | Takae Masumo Chikako Nakayama    | 15–9, 15–4         |
| Mixed        | Janek Roos Rikke Olsen         | Thomas Stavngaard Sara Runesten  | 15–12, 12–15, 15–9 |